# Highlandville (Missouri)
Highlandville est une ville du comté de Christian, dans le Missouri, aux États-Unis,. Située à l'ouest du comté, elle est incorporée en 1993.

## Démographie
Lors du recensement de 2010, la ville comptait une population de 1 035 habitants. Elle est estimée, en 2017, à 1 092 habitants.

## Source de la traduction
- (en) Cet article est partiellement ou en totalité issu de l’article de Wikipédia en anglais intitulé « Highlandville, Missouri » (voir la liste des auteurs).